# アムステルダム
アムステルダム（オランダ語: Amsterdam, 発音: [ˌʔɑmstərˈdɑm] ( 音声ファイル)）は、オランダの首都。北ホラント州の基礎自治体（ヘメーンテ）であり、オランダ最大の都市である。人口921,402人（2022年）、都市圏人口は2,480,394人にのぼる。商業や観光が盛んなヨーロッパ屈指の世界都市である。地名は「アムステル川のダム（堤防）」の意（「ダム広場」の項を参照）。
憲法に規定されたオランダの首都だが、国会、中央官庁、王宮、各国の大使館など首都機能のほとんどはデン・ハーグにある。
元々は小さな漁村だったが、13世紀にアムステル川の河口にダムを築き、町が築かれた。16世紀には海運貿易の港町として、ヨーロッパ屈指の都市へと発展した。現在のアムステルダムは、アムステルダム中央駅を中心に市内に網の目状に広がる運河や、その運河に沿って並ぶ無総督時代の豪商の邸宅、自転車、飾り窓の女性たち、アンネ・フランクの家などで広く知られる。

## 歴史
アムステルダムは昔、海だった所を干拓によって陸地化した土地に建設されたため、内陸部の都市より歴史が浅い。干拓が始まったのは11世紀頃と推定されているが、当初は農業や泥炭採掘が目的で居住者は少なかった。13世紀後半になると交易の拠点となり、地名が文献に現れ始め、街は急速に発展した。

### 建設

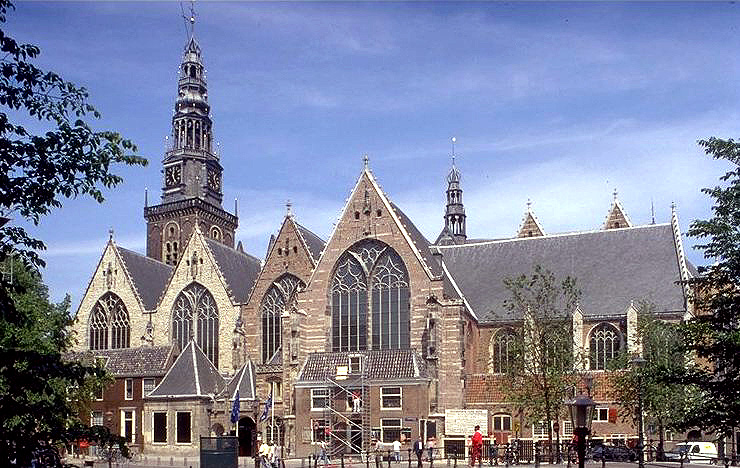
1306年献堂の旧教会 (Oude Kerk)

アムステルダムは13世紀に漁村として築かれた。伝説によれば、犬を連れて小さな船に乗った二人の猟師が、アムステル川の川岸に上陸して築いたということになっている。アムステル川をせき止めた（アムステルのダム：Dam in de Amstel）というのが街の名前の由来。1287年12月14日、北海からの高波がゾイデル海に流れ込み、聖ルチア祭の洪水と呼ばれる大水害を引き起こした。これによってゾイデル海は大きく拡大するとともに、北海へと開口することになり、ゾイデル海の一番奥にあるアムステルダムが海陸の接点として注目されることとなった。1300年（または1301年）に自由都市となり、14世紀にはハンザ同盟との貿易により発展した。やがて15世紀にはハンザ同盟をしのいでバルト海交易の中心地となっていった。

### 独立

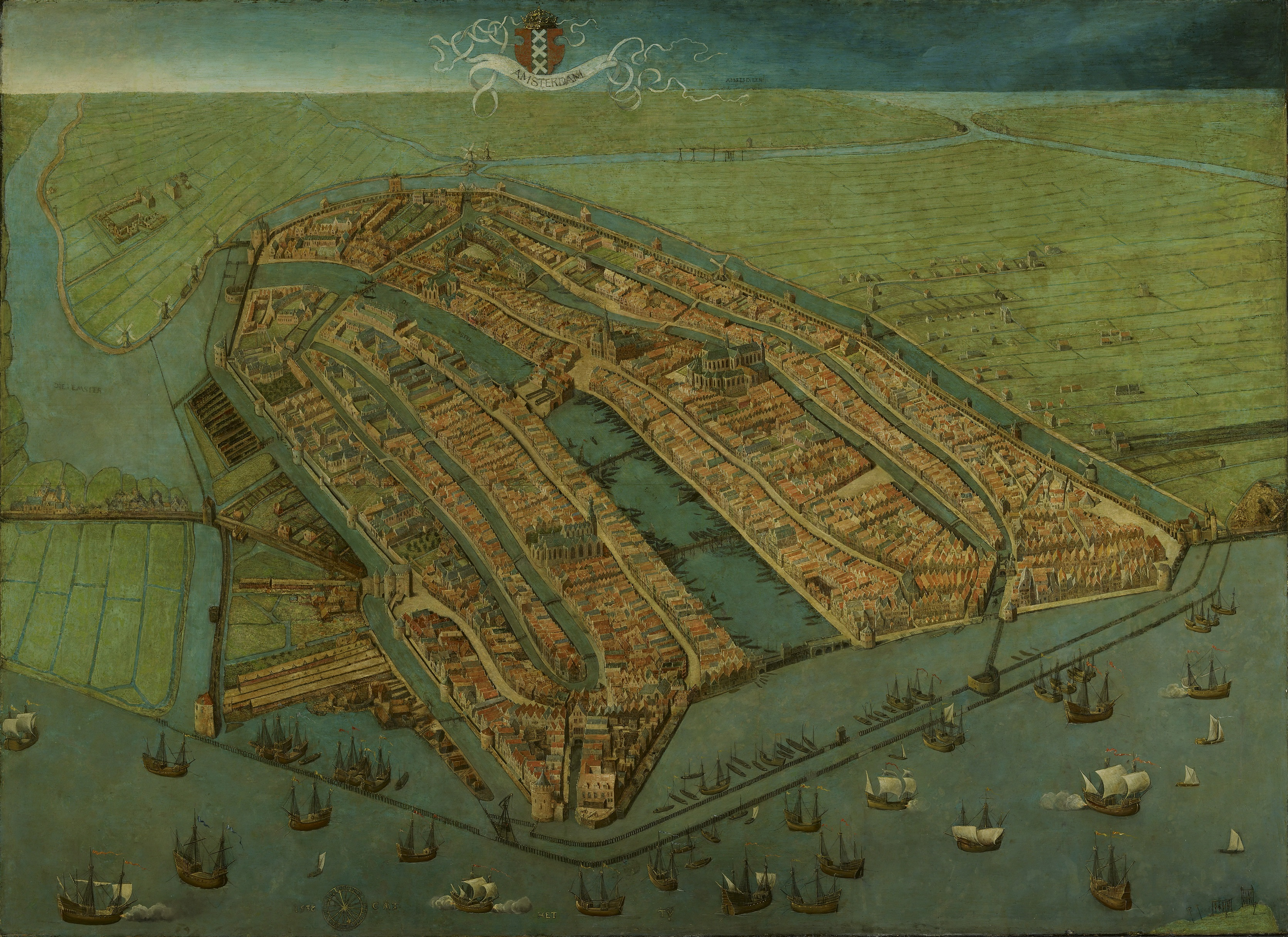
1538年当時のアムステルダム

16世紀には当時ネーデルラント17州を支配していたスペイン王フェリペ2世やその後継者に対する反乱が起こり、八十年戦争へ発展した。この間、アムステルダムは独立派に組していた。1585年8月に南ネーデルラントのアントウェルペンがスペインのパルマ公アレッサンドロ・ファルネーゼに降伏すると、アントウェルペンの新教徒商人がアムステルダムへと続々と移住し、アムステルダムはそれまでのバルト海交易のみならず、それまでアントウェルペンが支配していた地中海交易や新大陸、アジアからの交易をも手に入れ、これによってアムステルダムは世界商業・金融の中心地となっていった。独立を獲得したオランダ共和国はその宗教的に寛容であった。スペインやポルトガルからはユダヤ人がレコンキスタから逃れてきたし、アントウェルペンからは豪商が進出してきた。ユダヤ人はこのアムステルダムとアントウェルペンでダイヤモンドの加工を営んだ。フランスからはユグノーが安住の地を求めてやって来た。フランドルからの豊かで洗練された移住者はオランダ語の基礎を作り、オランダの商業的発展の礎を築いた。1609年にヴェネツィア流のアムステルダム銀行ができた。

### 黄金時代
17世紀はアムステルダムの黄金の時代と考えられている。17世紀初頭、アムステルダムは世界で最も裕福な都市であった。アムステルダムの港は浅かったものの広く、交易の結節点ならびに商業の中心地としての魅力はその欠点を補って余りあった。1595年、アムステルダムの商人はコルネリス・ハウトマンの船団をアジアへと派遣し、船団はジャワ島から東方の物産を積んで帰国した。これによって東方貿易ブームが起きるが、あまりにも過当競争となったために、1602年に東方貿易の独占権を持ったオランダ東インド会社が設立された。アムステルダムの港を発する商船は、北アメリカ大陸やアフリカ大陸を始め、現在のインドネシアやブラジルまで含めた広大なネットワークを築いていた。アムステルダムの貿易商はオランダ東インド会社（VOC）やオランダ西インド会社（WIC）の主要な地位を占めていた。これらの特許会社は後世のオランダ植民地を形成する海外権益の基礎となった。具体的には中南米のプランテーションで生産された砂糖が送られてきた。
アムステルダムは欧州で最も重要な交易市場であったが、世界を牽引する金融中心地でもあった。アムステルダム証券取引所は世界初の常設取引所であった。チューリップ・バブルでは先物取引などが行われていた。ヘーレン運河、プリンセン運河、ケイザー運河といった運河が同心円状に建設され、アムステルダムの運河網が形を整えていったのもこの時代である。
オランダはこの時代世界でもっとも出版の自由や言論の自由、思想の自由が保障されている国であり、宗教的にも寛容であったため、ヨーロッパ各国から文化人が亡命し、オランダ、特に最大都市であるアムステルダムに居を構えた。アムステルダムにはこの当時400軒の出版業者が軒を連ね、ルネ・デカルトなどもアムステルダムに落ち着いている。こうして、アムステルダムは文化の中心となっていった。
アムステルダムの人口は1500年には1万人を少し超えるくらいであったが、1570年には3万人、1600年には6万人、1622年には10万5,000人、1700年には約20万人と急増した。それから150年程度はほぼ横ばいであったが、第二次世界大戦前の100年で4倍に急増して80万人となり、それ以降は安定している（2005年1月1日現在の人口は74万2,951人）。

### 18世紀以降

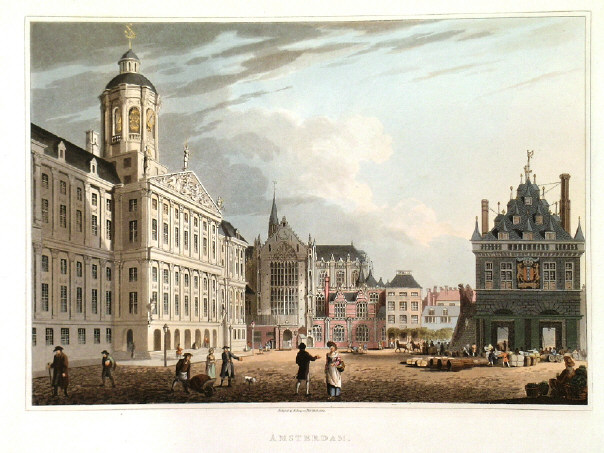
1814年当時のダム広場及び王宮

18世紀から19世紀前半にかけては、アムステルダムの繁栄にも陰りが見えた。イギリスやフランスとの相次ぐ戦争はアムステルダムの富を搾取した。ナポレオン戦争の頃がどん底であった。しかし、1815年にオランダ連合王国が建国された頃から徐々に復興し始めた。
19世紀終わり頃は、2度目の黄金時代と呼ばれることもある。アムステルダム国立美術館、アムステルダム中央駅、コンセルトヘボウが建てられた。同じ頃、産業革命がこの地に到達した。アムステルダム・ライン運河が開通し、アムステルダムからライン川へ直行ルートが開かれた。北海運河も開通し、北海への最短ルートを提供した。この2つのプロジェクトの完成は、欧州内陸部と外部との通商を活発にした。
第一次世界大戦の少し前には市域が拡大し、新市街が拡張された。第一次大戦ではオランダは中立国であったが、アムステルダムは食糧不足と（暖房用の）燃料不足に苦しんだ。物不足から市民の暴動が起き、何人かが犠牲となった。
第二次世界大戦では、1940年5月10日にナチス・ドイツがオランダに電撃侵攻を開始。侵攻開始3日後の5月13日、政府は首都機能をロンドンへ移転、さらに翌5月14日には降伏してドイツに占領された。
ドイツは国家社会主義ドイツ労働者党（ナチス）の友党的存在のオランダ国家社会主義運動（オランダ・ナチス）による文民政権をアムステルダムに発足させ、占領政策に協力させた。戦争の最後の1か月間は通信手段が全て奪われ、食料と燃料の供給も絶たれた。多くの住民が食料を得るため農村に向かった。犬や猫、砂糖大根までもが生きるために食料とされた。アムステルダム市内のほとんどの樹木は切り倒され燃料とされた。また収容所送りになったユダヤ人が住んでいたアパートは取り壊され、木材は燃料とされた。
第二次世界大戦後、アムステルダムは復興し、再び欧州の主要都市となった。

## 地理

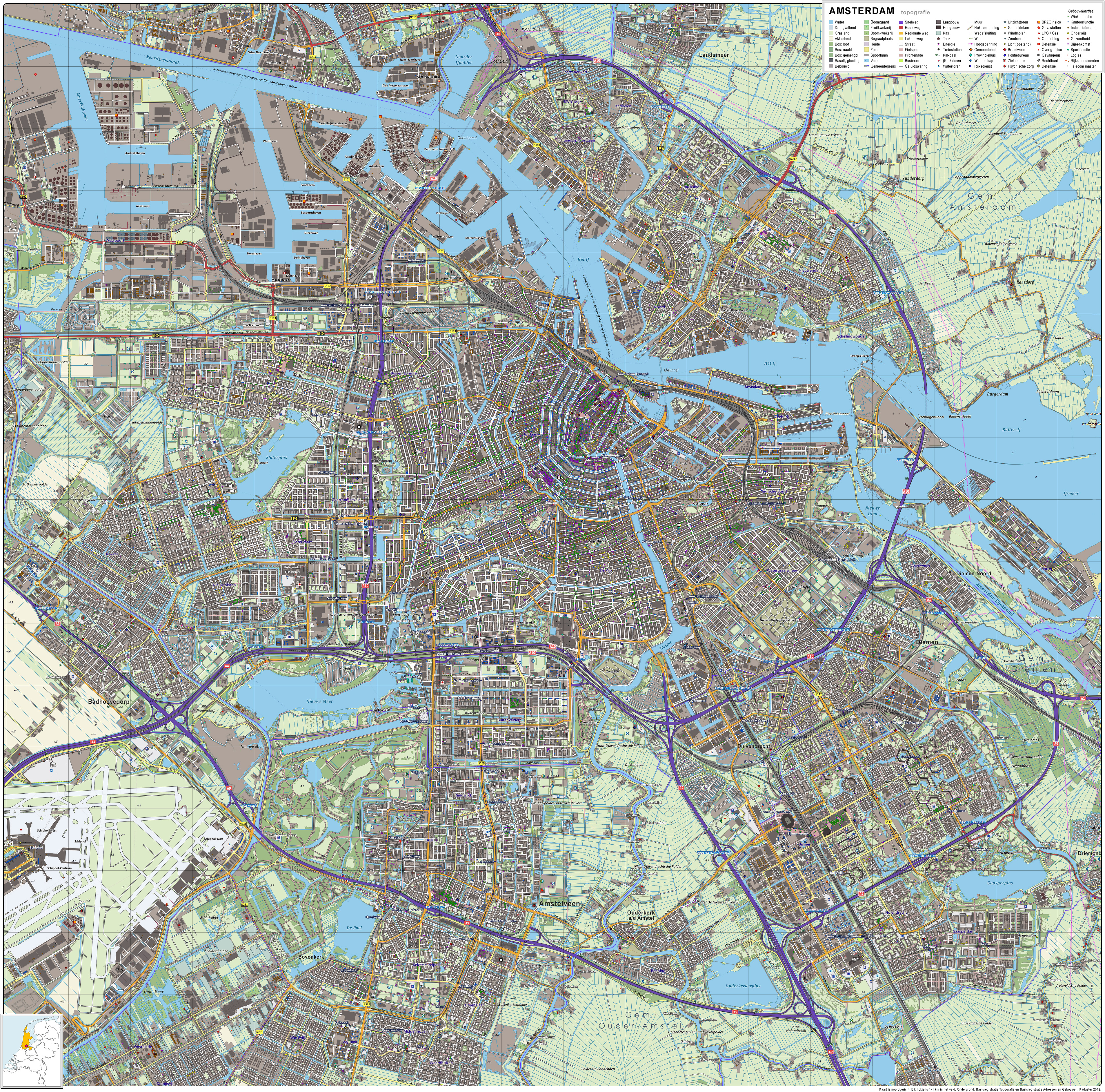
アムステルダムの地勢図

アムステルダムは北ホラント州に属し、フレヴォラント州やユトレヒト州と接している。市名の由来となったアムステル川は市の中心部で多くの運河に分割されて、最終的にはその運河群が中心部北側にあるアイ湾に注ぎ込む。アムステルダムの平均海抜は2mである。周辺の土地のほとんどは大規模な干拓地で形成されており、そのため周囲は非常に平坦である。町の南西部には広大な人造林であるアムステルダムセ・ボス公園がある。また、アムステルダムは長い北海運河によって北海と接続されている。
アムステルダムは都市化が進んでおり、周辺地域をあわせたアムステルダム都市圏を形成している。市の面積は219.4km2であり、平均して1km2あたり2275軒の家と4457人の住民が居住している。公園や自然保護区は、アムステルダム市の面積の12%を占めている。

### 市内の地理

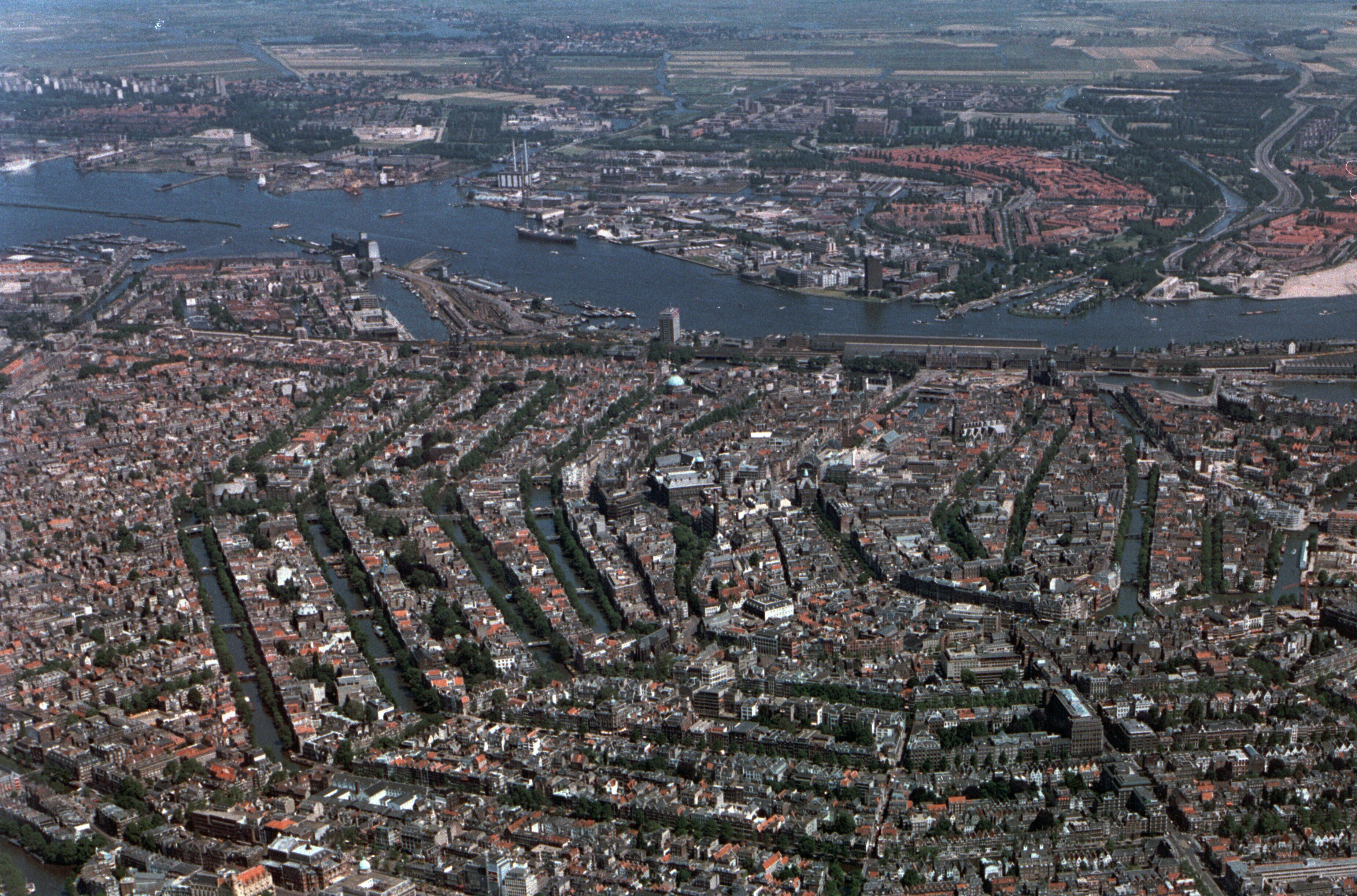
市内に張り巡らされた運河

アムステルダムの中心部の町並みは、アイ湾に面したアムステルダム中央駅を基点として放射状に広がっている。町の中心はダム広場であり、中央駅とはダム通りで結ばれている。ダム広場に面して、王宮が建っている。この王宮は1648年にアムステルダム市庁舎として建設され、ナポレオン戦争でルイ・ナポレオンが王宮として用いるまでは市庁舎として使用されていた。現在ではオランダの王家はハーグに住んでおり、この王宮は迎賓館として使用されることもあるが、普段は一般に公開されている。現在のアムステルダム市庁舎は中央駅から真南、ダム広場からは南東に位置するワーテルロー広場に面している。レンブラントの家もこの付近に位置する。
中央駅を基点として、運河も放射状に張り巡らされている。このアムステルダムの運河は世界遺産にも登録されている。運河沿いの建物は流通に便利だったため、間口の広さに応じて税金がかけられた。このため、運河沿いに現在も残る家並みは間口がどこも狭く、その代わり奥に非常に長く伸ばして作られている。この運河沿いの建物は現在も保存され、運河には観光用ボートや水上バスが走り、アムステルダム観光の目玉の一つとなっている。王宮から真西に行った運河沿いにはアンネ・フランクの家がある。
放射状の運河の最も外郭に位置するのがシンゲル運河である。この運河は、1480年から1585年にかけてはアムステルダムの外堀にあたっていた。王宮の南西、シンゲル運河にほど近いライッツェ広場には市立劇場があり、交通の拠点ともなっている。またライッツェ広場周辺にはバーやレストランも集まっている。
シンゲル運河の南側にはアムステルダム国立美術館があり、そこから南西に広がるムセーウム広場（英語読み: ミュージアム広場）にはゴッホ美術館、アムステルダム市立近代美術館、そして世界有数のコンサートホールであるコンセルトヘボウがあり、多くの観光客が集まる。コンセルトヘボウにはロイヤル・コンセルトヘボウ管弦楽団が本拠を置いている。
市の南西部は高級住宅街となっており、フォンデル公園などがある。ムセーウム広場から西へと伸びるP.C.ホーフト通りには高級ブランド店が立ち並ぶ。市の南部にはオランダ近代建築の父といわれるヘンドリク・ペトルス・ベルラーヘがアムステルダム南部市域拡張計画においてプランニングし建設した地区が現在も残っている。
アイ湾に面したZeeburgやWestpoortは港湾地区であり、アムステルダム港の中心部をなしている。

### 気候
アムステルダムの気候は北海から吹き付ける西風に強く影響を受け、ケッペンの気候区分では西岸海洋性気候(Cfb)に属する。降霜は、おもに内陸のヨーロッパ大陸側から吹きつける東風や北東風の時に発生する。アムステルダムは三方を水に囲まれ、さらにヒートアイランド現象のため、25km南東のヒルフェルスムで気温が-12℃をしばしば下回る時でも、冬の夜でもめったに気温が-5℃を下回ることはない。夏季は適度に温暖で、暑くなることはまれである。最も暑くなる7月の平均気温は18.1℃で、30度を越えることは1年に平均して2.5日しかない。アムステルダムの最高気温記録は36.4℃、最低気温記録は-19.7℃である。降雨日数は平均して年間187日であるが、年間平均降水量は814.3mmにすぎない。これは、降雨のほとんどが小雨や霧雨の形をとることによる。10月から4月までの冬季は、曇天で湿度の高い日々が続く。
北緯52度に位置するにもかかわらず、北大西洋海流の影響により、冬季の気温が高い。低緯度である北緯35度に位置する東京や名古屋よりも冬季の平均最低気温が高く、降雪量も少ない。
| アムステルダム (1991年–2020年)の気候 | アムステルダム (1991年–2020年)の気候 | アムステルダム (1991年–2020年)の気候 | アムステルダム (1991年–2020年)の気候 | アムステルダム (1991年–2020年)の気候 | アムステルダム (1991年–2020年)の気候 | アムステルダム (1991年–2020年)の気候 | アムステルダム (1991年–2020年)の気候 | アムステルダム (1991年–2020年)の気候 | アムステルダム (1991年–2020年)の気候 | アムステルダム (1991年–2020年)の気候 | アムステルダム (1991年–2020年)の気候 | アムステルダム (1991年–2020年)の気候 | アムステルダム (1991年–2020年)の気候 |
| 月                                   | 1月                                  | 2月                                  | 3月                                  | 4月                                  | 5月                                  | 6月                                  | 7月                                  | 8月                                  | 9月                                  | 10月                                 | 11月                                 | 12月                                 | 年                                   |
| ------------------------------------ | ------------------------------------ | ------------------------------------ | ------------------------------------ | ------------------------------------ | ------------------------------------ | ------------------------------------ | ------------------------------------ | ------------------------------------ | ------------------------------------ | ------------------------------------ | ------------------------------------ | ------------------------------------ | ------------------------------------ |
| 最高気温記録 °C （°F）               | 14.0 (57.2)                          | 18.6 (65.5)                          | 24.1 (75.4)                          | 28.0 (82.4)                          | 31.5 (88.7)                          | 33.2 (91.8)                          | 36.4 (97.5)                          | 34.5 (94.1)                          | 32.8 (91)                            | 25.6 (78.1)                          | 18.9 (66)                            | 15.5 (59.9)                          | 36.4 (97.5)                          |
| 平均最高気温 °C （°F）               | 6.2 (43.2)                           | 6.9 (44.4)                           | 10.3 (50.5)                          | 14.3 (57.7)                          | 17.9 (64.2)                          | 20.6 (69.1)                          | 22.6 (72.7)                          | 22.5 (72.5)                          | 19.2 (66.6)                          | 14.7 (58.5)                          | 10.1 (50.2)                          | 6.9 (44.4)                           | 14.4 (57.9)                          |
| 日平均気温 °C （°F）                 | 3.9 (39)                             | 4.1 (39.4)                           | 6.5 (43.7)                           | 9.8 (49.6)                           | 13.3 (55.9)                          | 16.0 (60.8)                          | 18.1 (64.6)                          | 18.0 (64.4)                          | 15.1 (59.2)                          | 11.3 (52.3)                          | 7.4 (45.3)                           | 4.6 (40.3)                           | 10.7 (51.3)                          |
| 平均最低気温 °C （°F）               | 1.5 (34.7)                           | 1.5 (34.7)                           | 3.3 (37.9)                           | 5.7 (42.3)                           | 9.1 (48.4)                           | 12.0 (53.6)                          | 14.0 (57.2)                          | 14.0 (57.2)                          | 11.5 (52.7)                          | 8.3 (46.9)                           | 4.9 (40.8)                           | 2.3 (36.1)                           | 7.3 (45.1)                           |
| 最低気温記録 °C （°F）               | −16.3 (2.7)                          | −19.7 (−3.5)                         | −16.7 (1.9)                          | −4.7 (23.5)                          | −1.1 (30)                            | 1.7 (35.1)                           | 5.0 (41)                             | 2.0 (35.6)                           | −3.4 (25.9)                          | −3.4 (25.9)                          | −8.1 (17.4)                          | −14.8 (5.4)                          | −19.7 (−3.5)                         |
| 降水量 mm （inch）                   | 71.0 (2.795)                         | 53.9 (2.122)                         | 49.2 (1.937)                         | 41.6 (1.638)                         | 53.2 (2.094)                         | 63.0 (2.48)                          | 76.0 (2.992)                         | 88.2 (3.472)                         | 77.5 (3.051)                         | 82.1 (3.232)                         | 79.2 (3.118)                         | 79.4 (3.126)                         | 814.3 (32.057)                       |
| [ 要出典 ]                           |                                      |                                      |                                      |                                      |                                      |                                      |                                      |                                      |                                      |                                      |                                      |                                      |                                      |

## 行政

アムステルダムの行政区（2010年以降）

### 市役所
市役所本庁は、中央区 (Centrum) のワーテルロー広場に置かれている。本庁舎建物は歌劇場と一体となっており、Stopera (Stadhuis+Opera) と呼ばれている。

### 区制
アムステルダム市は9の行政区 (Stadsdelen) に分割されており、西港区 (Westpoort) を除いて各区には区役所を置いている。
- 中央区　Centrum
  - Binnenstad, Grachtengordel, Plantage, Westelijke Eilanden, Oostelijke Eilandenを含む
- 北区　Noord
  - Tuindorp Oostzaan, Kadoelen, Oostzanerwerf, Buiksloot, Buikslotermeer, Nieuwendam, Landelijk Noordを含む
- 南東区　Zuidoost
  - Venserpolder, Bijlmer, Gaasperdam, Bullewijk, Driemondを含む
- 西区　West
  - Spaarndammerbuurt, Staatsliedenbuurt, Frederik Hendrikbuurt, Kinkerbuurt, Overtoom辺り, Admiralenbuurt, Hoofdweg辺り, Mercatorplein, Landlust, Bos en Lommer, Sloterdijkを含む
- 新西区　Nieuw-West
  - Slotermeer, Geuzenveld, Slotervaart, Overtoomse Veld, Nieuw Sloten, Osdorp, De Aker, Sloten, Oud-Osdorpを含む
- 南区　Zuid
  - De Pijp, Museumkwartier, Willemspark, Schinkelbuurt, Hoofddorppleinbuurt, Stadionbuurt, Apollobuurt, Rivierenbuurt, Prinses Irenebuurt, Zuidas, Buitenveldertを含む
- 東区　Oost
  - Weesperzijde辺り, Oosterparkbuurt, Dapperbuurt, Transvaalbuurt, Watergraafsmeer, Indische Buurt, Oostelijk Havengebied, Zeeburgereiland, IJburgを含む
- ウェースプ区　Weesp
  - Bloemendalerpolder, Oostelijke Vechtoever, Aetsveldsepolder, Aetsveld, Weesp Zuid, Weesp Binnenstad, Hogewey, Weesp Noordを含む
- 西港区　Westpoort
  - Westelijk Havengebied, Bedrijvengebied Sloterdijkを含む

アムステルダム港など管轄している西港区は、港湾・産業地区で住民が少ないため、区役所を置かず市役所本庁が直接業務を執行している。また、中央区役所 (Stadsdeel Centrum) は市役所本庁舎建物内にある。2022年3月に自治都市だったウェースプがアムステルダムの一部になり、アムステルダムの第9地区となった。アムステルダムの人口はその影響で91万となった。

#### 2010年までの状態
2010年まで15の行政区が存在し、次の通りであった:
Centrum（中央区）, Amsterdam-Noord（北区）, Oud-Zuid（旧市街南区）, De Baarsjes, Bos en Lommer, Geuzenveld/Slotermeer, Oost/Watergraafsmeer, Osdorp, Oud-West（旧市街西区）, Slotervaart, Westerpark（西公園）, Westpoort（西港区）, Zeeburg, Zuideramstel, Amsterdam Zuidoost（南東区）。

## 住民
| 国籍                 | 人口    |
| -------------------- | ------- |
| オランダ             | 378,002 |
| モロッコ             | 77,345  |
| スリナム             | 65,748  |
| トルコ               | 44,351  |
| インドネシア         | 22,850  |
| ドイツ               | 19,275  |
| イギリス             | 16,295  |
| ガーナ               | 13,198  |
| イタリア             | 12,737  |
| アメリカ             | 12,323  |
| オランダ領アンティル | 12,259  |
| フランス             | 10,692  |

2010年には、アムステルダムの人口中オランダ人が占める割合は50.1%にすぎず、アムステルダムの総人口の34.9%、18歳未満の人口の52.6%がヨーロッパ以外からの移民であった。ヨーロッパ以外からの移民の内訳としては、モロッコからの移民が最も多く、次いで旧オランダ領であったスリナムからの移民がほぼ同数居り、ともに人口の9%を占める。次いでトルコからの移民が5.3%、オランダ領アンティルおよびアルバからの移民が1.5%をしめ、残りが10.1%である。
宗教的にはキリスト教徒が17%（2000年）で最も多いが、キリスト教徒はカトリックとプロテスタントでほぼ二分されている。ついで大きな宗教グループはイスラム教徒であり、人口の14%（2000年）を占める。イスラム教徒のほとんどはスンニ派が占めている。

## 経済
2019年、アメリカのシンクタンクが発表したグローバル都市指標では世界20位の都市と評価された。特に報道自由性の項目では首位であった。

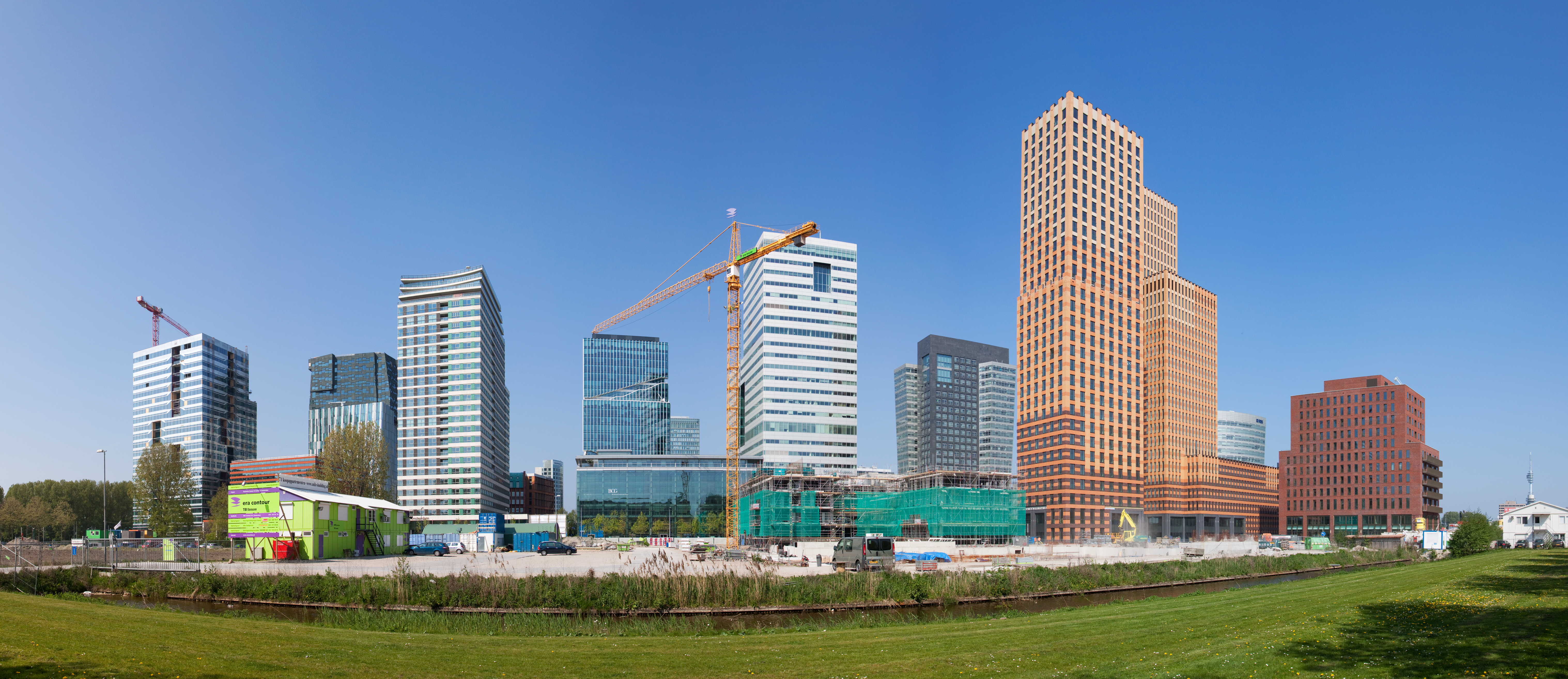
オランダの多国籍企業の多くが本社を置くZuidas

ヨーロッパ有数の金融都市アムステルダムには、ユーロネクスト・アムステルダム（旧名称：アムステルダム証券取引所）、オランダ銀行などがおかれ、オランダの多くの大企業がここに本社を置く。2020年にイギリスのシンクタンクZ/Yenグループが発表した調査によると、世界27位の金融センターと評価されている。日系企業としてはルノー=日産アライアンスの拠点、みずほ銀行 、西日本鉄道 、ホテルオークラ、などがある。

### 観光
アンネ・フランクの家など観光資源が豊富であり、観光客を含む市内の宿泊数は2006年の年間800万泊から2016年の1400万泊へと拡大傾向にある。一方で、合法的なマリファナを楽しめるカフェや興味本位で飾り窓などを訪れるなど、地元が歓迎しない観光客も増えており問題となっている。アムステルダム市には、合法的な飾り窓が集中するワレン地区（いわゆる赤線）があるが、飾り窓の労働者からは観光客が多すぎて商売にならないとの声もあがっていること、また、性産業従事者が観光の目玉として扱われているという懸念を受け、市側は旅行会社が実施している見物ツアーを2020年1月以降は中止することとしている。

## 教育

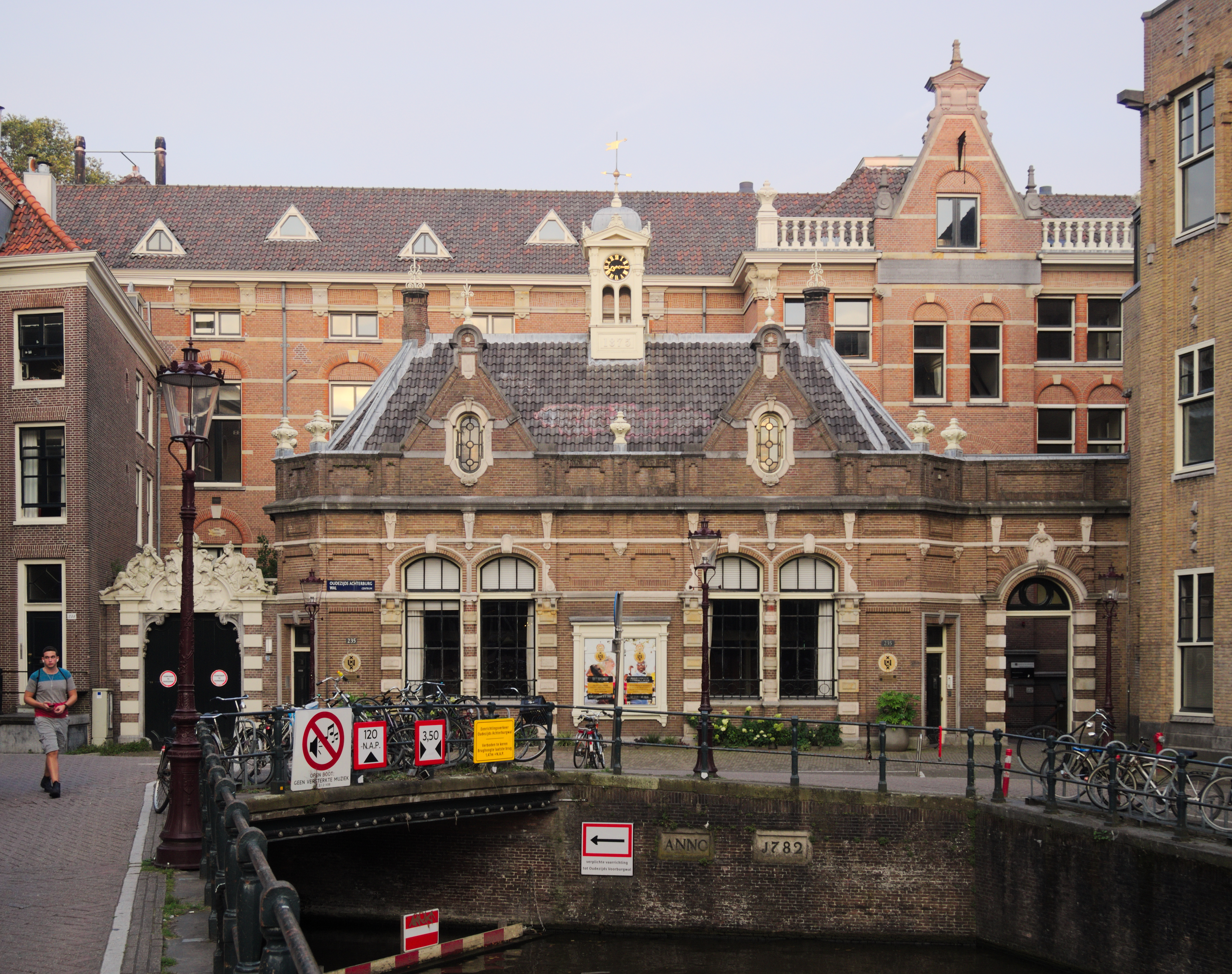
アムステルダム大学

### 大学
市内には、1632年に創立された公立のアムステルダム大学と、1880年に創立されたキリスト教系のアムステルダム自由大学がある。どちらも学生数2万人を超える大規模な大学である。
アムステルダム自由大学のキャンパスはアムステルダム南駅近くにまとまっているが、アムステルダム大学のキャンパスはアムステルダム市内各所に分散して存在している。例えば経済学部はメトロWeesperplein駅近くにあり、法学部は中央区のスパイ近くの旧市街にある。

### 高等職業教育機関
アムステルダム職業大学、アムステルダム芸術職業大学、ヘーリット・リートフェルトアカデミーなどの職業大学（HBO）がある。

## 観光

### 美術館・博物館など

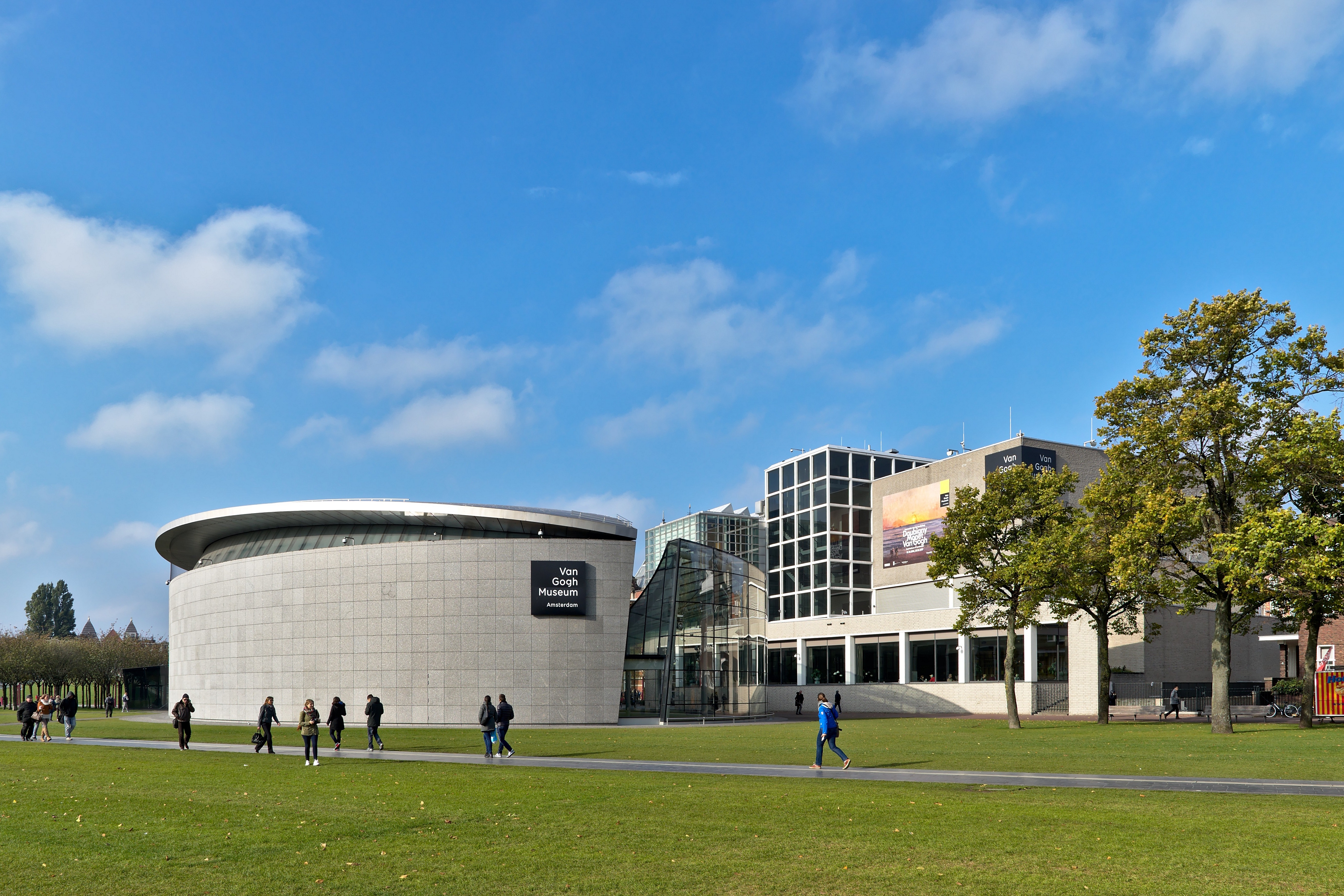
ゴッホ美術館

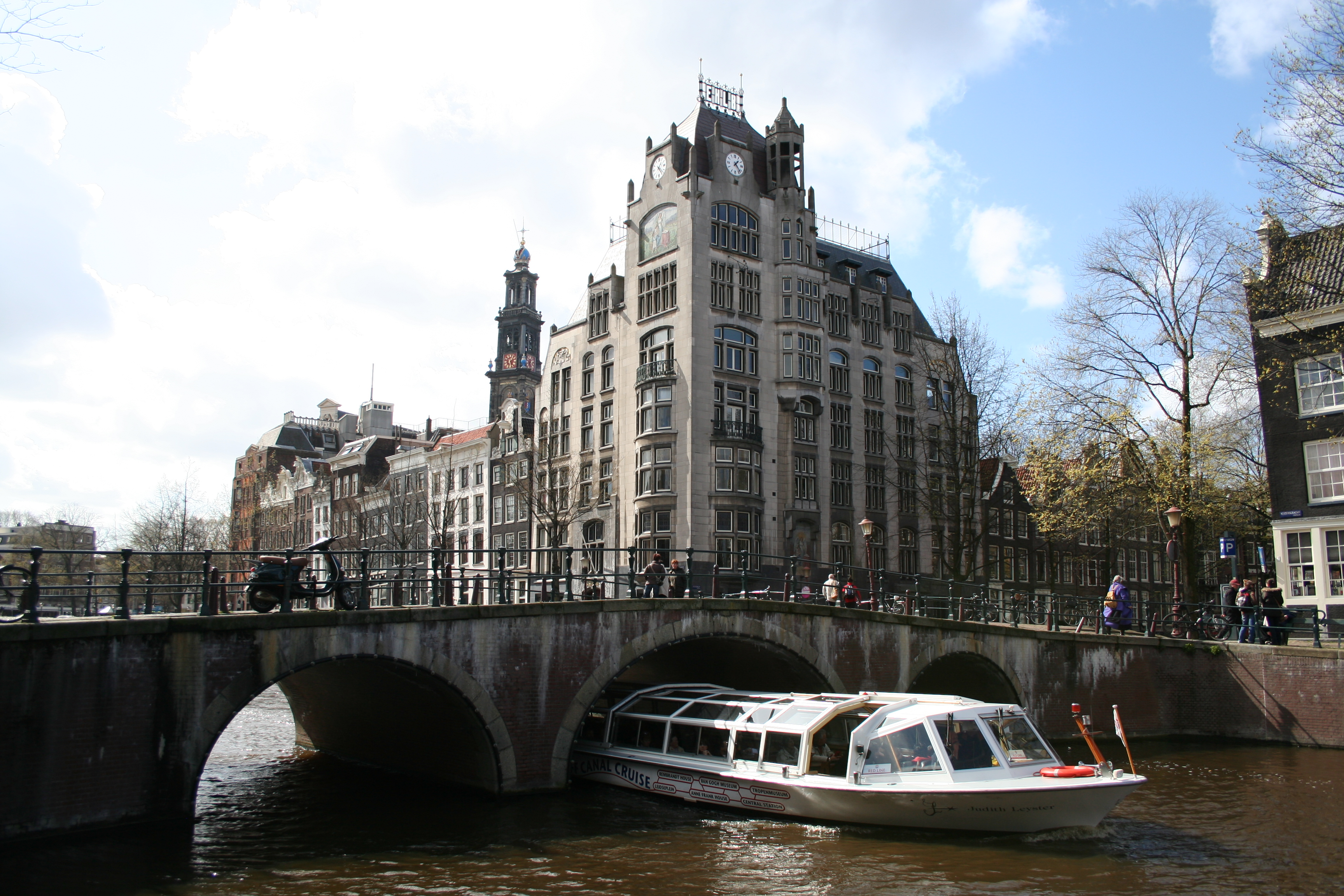
市内の運河を巡る観光船

- アムステルダム国立美術館
- アムステルダム市立美術館
- ゴッホ美術館
- アンネ・フランクの家
- レンブラントの家
- ネモ (博物館)（英語版）
- オランダ東インド会社跡
- ハイネケン・エクスピリエンス （ビール博物館）

### 著名な建築物
- 王宮 - 1648年に市庁舎として建てられ、ナポレオン戦争中の1810年にホラント王国の王宮とされた。
- 新教会
- 旧教会
- アムステルダム中央駅
- ムント塔
- 計量所

### その他
- 運河
- 飾り窓
- コーヒーショップ
- ダム広場
- レンブラント広場
- ワーテルロー広場

## 交通
この町は自転車に乗る人が多く、車道と歩道の間に自転車専用路が設けられている。中央駅付近には巨大な駐輪場があり、絵葉書などにも自転車をあしらったものがある。

### 空港

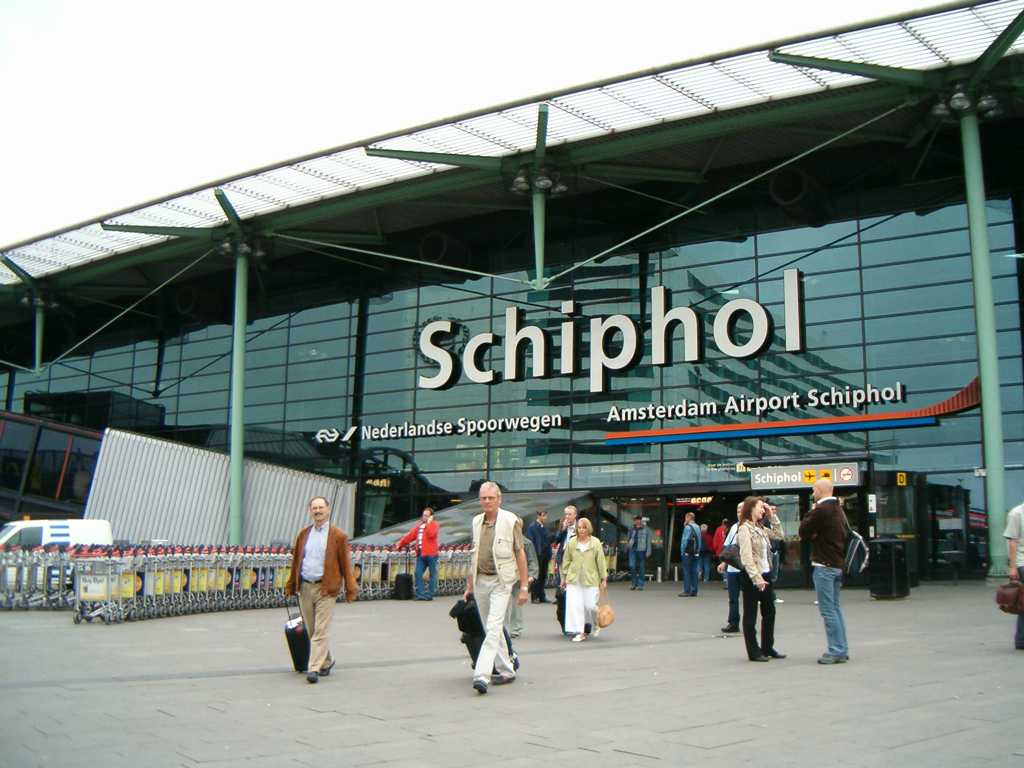
アムステルダム・スキポール空港

市の南西に接する形でアムステルダム・スキポール空港がある。アムステルダム中央駅やアムステルダム南駅などからは鉄道で10〜20分程度で結ばれている。アムステルダム南駅やアムステルフェーンビネンホフからはバスが10分に1本程度運行されている。

### 道路
市の外縁には環状高速道路 (Ring, A10) が一周し、そこから以下の放射状路線が分岐している。
- A1 (E231, E30) : アメルスフォールト、アペルドールン、ドイツのハノーファー方面へ
- A2 (E35, E25) : ユトレヒト、アイントホーフェン、マーストリヒト、ベルギーのリェージュ方面へ
- A4 (E19) : アムステルダム・スキポール空港、デン・ハーグ、ユトレヒト、ベルギーのアントウェルペン方面へ
- A8 : ザーンスタット方面

旧市街中心部の道幅は狭く自動車の乗り入れも困難なため、トラムや自転車が主要交通手段である。運河沿いや路地など細い道を除き自転車専用レーンが設けられ、信号は自動車や歩行者とは別に自転車専用信号が設置されていることが多い。なお、自転車も道路右側を走ることが義務付けられており、自転車専用レーンであっても逆行は許されない。
アムステルダムは世界で最も自転車の走行しやすい都市のひとつとして知られており、わずかな料金で使用できる駐輪場や自転車スタンドが町のあちらこちらに設置され、自転車文化が発達している。2006年にはアムステルダムには465000台の自転車があった。一方で盗難も多く、2005年には54,000台の自転車がアムステルダムで盗まれた。平坦な地形や自動車の運転しにくさなどから、アムステルダムでは自転車はすべての社会階層の人々によって利用されており、小さなアムステルダムで自転車道の総延長は400kmにものぼる。

### 鉄道

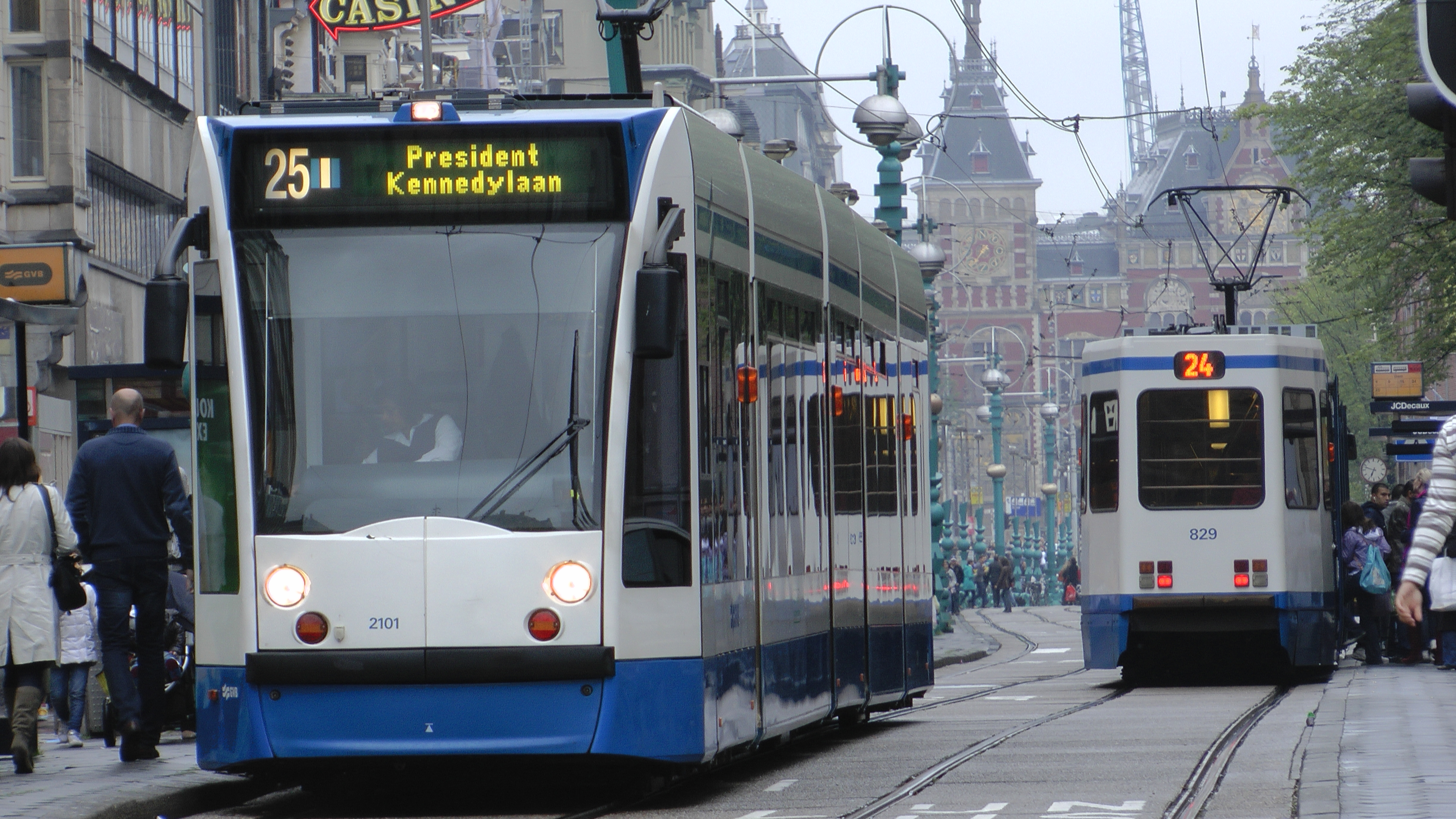
トラム及びアムステルダム中央駅

市街地外周を環状にオランダ鉄道の路線が設けられており、市街地北端のアムステルダム中央駅からはオランダ全土への長距離列車だけでなく、ベルギー、フランス、ドイツなどへの高速鉄道や、オーストリア、ポーランド、ロシアなどへの国際列車も発着している。なお、一部の列車は中央駅を経由せずアムステルダム南駅などに停車するものもある。
市街地中心部の鉄道網は市営交通会社（GVB）により運行されているトラムや、市街地と郊外を結んでいるメトロなどがある。トラムはヨーロッパの中でも大きな路面電車網である。また、メトロ路線には地下駅が少ないため「アムステルダム地下鉄」という訳語はあまり使われないが、2018年7月22日に運行開始した北南線 (Noord/Zuidlijn) の開業によって地下駅の数が少し増えた。トラムやメトロの一部の路線は隣のアムステルフェーンやアウデル・アムステル、ディーメンまで延伸している。

### バス
バスは主に郊外や近郊都市との間で運行されており、中央駅、マルニクス通り、アムステル駅の各バスターミナルからGVB, Connexxion, Arrivaなどが運行している。また、ユーロラインズなどの国際バスはアムステル駅バスターミナルから発着している。

### 水運
アムステルダム港は外航船が通航できる北海運河によって北海と結ばれている。市街地中心部を網の目状に張り巡らされている運河は、各所の閘門を経由してアムステル運河や北海運河と接続されている。また、主要な運河を横切る道路や鉄道路線の橋は、跳ね橋のような可動橋となっている。運河は観光用のクルーズ船が運航されている他、市街地中心部と市北部の間のアイ湾を横断するフェリーのみは無料で運航されている。

## 公園
アムステルダム市内には市街地中心にあるフォンデル公園をはじめ、スローテル公園、レンブラント公園、ベアトリクス公園、アムステル公園など多くの公園がある。また、隣のアムステルフェーン市との間には935haの広大なアムステルダムセ・ボスが存在している。

## スポーツ
1928年に第9回夏季オリンピックが開催された。

### サッカー
アムステルダムで最も人気のスポーツはサッカーであり、プロサッカーリーグのエールディヴィジに所属するAFCアヤックス（AFC Ajax）は、世界的にも非常に有名なクラブとして知られる。クラブは1900年に創設されており、ホームスタジアムは収容人員55,865人（2022年現在）のヨハン・クライフ・アレナ（Johan Cruijff ArenA）である。
AFCアヤックスはエールディヴィジ史上最多の36回の優勝を飾っており、KNVBカップでも史上最多の20回の優勝を果たしている。UEFAチャンピオンズリーグにおいても、オランダのクラブ最多となる4度の優勝を成し遂げている。1965年にリヌス・ミケルス監督によって具現化された戦術、トータルフットボールは余りにも有名である。また、元オランダ代表であるヨハン・クライフも、アムステルダムの東部にあるベトンドルプの出身である。

### 野球・ソフトボール
オランダは野球・ソフトボールにおいてイタリアと共にヨーロッパにおける強豪国として知られている。アムステルダムを拠点とするアムステルダム・パイレーツはオランダを代表する野球チームの1つである。

## 姉妹都市・提携都市
アムステルダムは以下の都市と姉妹都市関係を結んでいる。
- ボゴタ、コロンビア
- マンチェスター、イギリス
- イスタンブール、トルコ[28][29]
- レシフェ、ブラジル（2009年）
- ブラジリア、ブラジル
- マナグア、ニカラグア（1984年）
- モントリオール、カナダ
- ウィレムスタット、キュラソー（2009年）
- 北京、中国[30]
- アルジェ、アルジェリア
- リガ、ラトビア
- サラエヴォ、ボスニア・ヘルツェゴビナ
- ストックホルム、スウェーデン
- サポパン、メキシコ

### アムステルダムにちなんで名付けられた場所
オランダ植民地時代だった場所の影響でアムステルダムにちなんで名付けられた場所は数々ある。
- ニューアムステルダム、アメリカ合衆国（1624年-1664年、現在のニューヨーク）
- ニューアムステルダム、ガイアナ
- ニーウアムステルダム、スリナム
- フォート・アムステルダム、ガーナ